# Filosofía del lenguaje

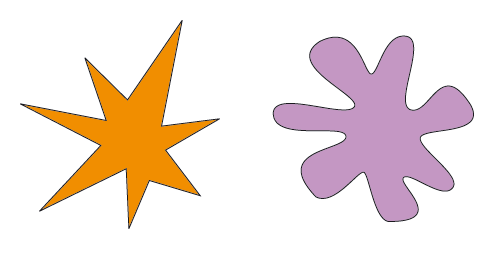
¿Cuál de estas figuras es kiki y cuál es bouba? El efecto bouba/kiki sugiere que la relación entre los sonidos y las cosas no siempre es completamente arbitraria.

La filosofía del lenguaje es la rama de la filosofía que estudia el lenguaje en sus aspectos más generales y fundamentales, como la naturaleza del significado y de la referencia, la relación entre el lenguaje, el pensamiento y el mundo, el uso del lenguaje (o pragmática), la interpretación, la traducción y los límites del lenguaje.
La filosofía del lenguaje se distingue de la lingüística en que se sirve de métodos no-empíricos (como experimentos mentales) para llegar a sus conclusiones. Además, en la filosofía del lenguaje generalmente no se hace diferencia entre el lenguaje hablado, el escrito o cualquiera otra de sus manifestaciones, sino que se estudia aquello que es común a todas ellas. Por último, los lingüistas en general estudian el lenguaje con fines descriptivos, analizando sus formas, niveles y funciones. En cambio, el enfoque de los filósofos del lenguaje es más abstracto y desligado de la descripción práctica de los lenguajes particulares.
La semántica es la parte de la filosofía del lenguaje (y de la lingüística) que se ocupa de la relación entre el lenguaje y su significado o sentido. Algunos problemas que caen bajo este campo son el problema de la referencia, la naturaleza de los predicados, de la representación y de la verdad. En el Crátilo, Platón señaló que si la conexión entre las palabras y el mundo es arbitraria o convencional, entonces es difícil entender cómo el lenguaje puede permitir el conocimiento acerca del mundo. Por ejemplo, es evidente que el nombre «Venus» pudo haber designado cualquier cosa, aparte del planeta Venus, y que el planeta Venus pudo haberse llamado de cualquier otra forma. Luego, cuando se dice que «Venus es más grande que Mercurio», la verdad de esta oración es convencional, porque depende de nuestras convenciones acerca de lo que significan «Venus», «Mercurio» y el resto de las palabras involucradas. En otro lenguaje, esas mismas palabras podrían, por alguna coincidencia, significar algo muy distinto y expresar algo falso. Sin embargo, aunque el significado de las palabras es convencional, una vez que se ha fijado su significado, parece que la verdad y la falsedad no dependen de convenciones, sino de cómo es el mundo. A este «fijar el significado» se lo suele llamar interpretación, y es uno de los temas centrales de la semántica.
Un problema ulterior en esta dirección es que si una interpretación se da en términos lingüísticos (por ejemplo: «Venus es el nombre del segundo planeta a partir del Sol»), entonces queda la duda de cómo deben interpretarse las palabras de la interpretación. Si se las interpreta por medio de nuevas palabras, entonces el problema resurge, y se hace visible una amenaza de regresión al infinito, de circularidad, o de corte arbitrario en el razonamiento (tal vez en palabras cuyo significado sea supuestamente autoevidente). Pero para algunos este problema invita a pensar en una forma de interpretación no lingüística, como por ejemplo el conductismo o la definición ostensiva.
La pragmática, por otra parte, es la parte de la filosofía del lenguaje que se ocupa de la relación entre los usuarios del lenguaje y el lenguaje. Algunas de las cuestiones centrales de la pragmática son la elucidación del proceso de aprendizaje del lenguaje, de las reglas y convenciones que hacen posible la comunicación, y la descripción de los muchos y variados usos que se le da al lenguaje, entre ellos: describir estados de cosas, preguntar, ordenar, bromear, traducir, suplicar, agradecer, maldecir, saludar, rezar, etc.

## La naturaleza del significado
¿Cuál es el significado del significado? La respuesta a esta pregunta no es tan obvia. Toda una parte de la filosofía del lenguaje intenta encontrar una respuesta. En general ha habido seis diferentes maneras de intentar explicar qué es el significado lingüístico. Cada una ha sido asociada a su propio cuerpo literario.
- La teoría de las ideas se asocia con la tradición británica empírica de Locke, Berkeley y Hume. Dicen que el contenido del significado es puramente mental, provocado por los signos. Sin embargo, esa visión del significado ha sido cuestionada por numerosos problemas desde el principio. El interés se ha renovado por algunos teóricos contemporáneos bajo el disfraz de internalismo semántico.
- La teoría de la verdad condicional sostiene que el significado de una expresión está dado por sus condiciones de verdad, es decir las condiciones bajo las cuales esa expresión es verdadera.
- La teoría referencialista, también llamada colectivamente externalismo semántico, ve al significado como algo equivalente a esas cosas en el mundo que están conectadas con los signos.
- La teoría del uso sostiene que el significado es el uso:[5]las palabras no están definidas por la referencia a los objetos que designan o por las representaciones mentales que asociamos con ellas, sino por como se usan. Wittgenstein ayudó a crear esa teoría del significado, al argumentar que el significado solo puede ser mantenido mediante el acuerdo y la verificación pública.[6]
- La teoría verificacionista está generalmente asociada con el positivismo lógico (siglo XX). La fórmula tradicional de esta teoría es el método para ver el significado de una frase. Este es el de verificación o falsedad.
- La teoría intencional está asociada con la semántica formal, y se refiere a la propiedad de ciertas expresiones lingüísticas de poseer un contenido de significado que no se reduce a su referencia o extensión en el mundo actual, sino que contempla mundos posibles, contextos alternativos o estados contrafactuales. Asumiendo que las oraciones remiten a condiciones de verdad en mundos posibles, y que la semántica formal puede aplicarse tanto a lenguajes artificiales como al lenguaje natural,  el significado de una expresión se determina por el modo en se asignan valores de verdad en cada situación posible.
- La teoría pragmática incluye a cualquier teoría por la cual el significado de una frase es determinado por la consecuencia de su aplicación.

### Locke
El libro III del Ensayo sobre el entendimiento humano es la primera obra en la que se exponen de forma sistemática las tesis semánticas basadas en el giro epistemológico cartesiano.
Constituye, en cierta medida, el primer libro de filosofía del lenguaje porque en él se abordan explícitamente problemas epistemológicos ligándolos a problemas semánticos. El ensayo de Locke constituye una de las primeras obras en las cuales se manifiesta conciencia de las investigaciones lógico-semánticas; están indisolublemente ligadas a la resolución de problemas filosóficos
Las palabras, en su significación primaria, nada significan excepto las ideas que están en la mente del que las usa" Locke (Ensayo III, II, 2).
Con la matización, "en su significación primaria", Locke parecía excluir ante todo las ocurrencias metalingüísticas de las palabras, esto es, cuando las palabras se utilizan para referirse a sí mismas, y además, las palabras sincategoremáticas, de las que explícitamente afirma que sirven para significar la conexión que establece la mente con las proposiciones, vinculando unas con otras. Con esto se previno Locke contra las críticas, que no obstante, fueron formuladas posteriormente, que insistieron en la necesidad de que a cada palabra le corresponda una idea, so pena de ser considerada asignificativa.

### Frege
Frege parte de la idea tradicional de que las expresiones como "Aristóteles" o "el discípulo más eminente de Platón" tienen una referencia (en estos dos casos, Aristóteles). El objetivo principal del artículo es mostrar que, además de la referencia, el significado de estas expresiones incluye algo más, a lo que Frege llama el sentido de las expresiones, entonces tenemos sentido y referencia.

### Russell
Quizás la contribución más significativa de Russell a la filosofía del lenguaje es su teoría de las descripciones, presentada en su ensayo On Denoting, publicado por primera vez en 1905 en el journal de filosofía Mind, el cual el matemático y filósofo Frank P. Ramsey describió como "un paradigma de filosofía". La teoría es normalmente ilustrada utilizando la frase "El actual rey de Francia", como en "El actual rey de Francia es calvo". ¿Sobre qué objeto se trata esta proposición, dado que no existe en la actualidad un rey de Francia? El mismo problema surgiría si hubiera dos reyes de Francia en la actualidad: ¿a cuál de ellos se refiere El rey de Francia?
Alexius Meinong había sugerido que debemos asumir la existencia de un reino de "entidades no-existentes" que podamos suponer sobre las que nos estamos refiriendo cuando usamos expresiones como esa; pero esto sería una teoría extraña, por decirlo al menos. Frege, empleando su distinción entre sentido y referencia, sugirió que tales frases, aunque significativas, no eran ni verdaderas ni falsas. Pero algunas de esas proposiciones, tales como "Si el actual rey de Francia es calvo, entonces el actual rey de Francia no tiene cabello en su cabeza", no parece solo verdadera en su valor sino en efecto obviamente verdadera.

### Wittgenstein
Wittgenstein tuvo una influencia fundamental en el desarrollo moderno de la filosofía del lenguaje. Su influencia es dual, al evolucionar sus propias ideas en lo concerniente al lenguaje. Las ideas inicial de Wittgenstein, expuesta en el Tractatus Logico-Philosophicus, se alinea netamente con las ideas de Gottlob Frege y Bertrand Russell en la búsqueda de una base lógica para la comprensión del significado. El Tractatus concibe las proposiciones como representaciones pictóricas de hechos, de modo que el lenguaje y el mundo comparten una estructura lógica subyacente que permite establecer relaciones de veracidad entre lo dicho y la realidad. Este enfoque, que concedía una importancia sustancial al análisis formal, se convirtió en uno de los pilares de la escuela analítica temprana, en la que también figuraban autores como Russell, Frege y posteriormente Carnap, todos ellos convencidos de que la clarificación del lenguaje era clave para solventar problemas filosóficos.
Más tarde, en las Investigaciones Filosóficas, Wittgenstein se alejó de la concepción rígida de la estructura lógica del lenguaje para centrarse en el uso cotidiano del lenguaje y la noción de juegos de lenguaje, dando un giro pragmático que influyó de manera decisiva en las discusiones filosóficas posteriores. En las Investigaciones, Wittgenstein amplió su crítica hacia la posibilidad de un lenguaje estrictamente privado, argumentando que las palabras obtienen su significado en el uso público y guiado por reglas que emergen de nuestras prácticas sociales. Esta línea de reflexión derivó en la llamada paradoja del seguimiento de reglas, que más tarde inspiró la lectura de Saul Kripke en su obra Wittgenstein on Rules and Private Language, generando el debate sobre la “paradoja de Wittgenstein” acerca de cómo garantizamos la correcta aplicación de las reglas lingüísticas. Pensadores como Donald Davidson tomaron estas ideas y exploraron el papel de la interpretación y la intencionalidad en la comunicación, ampliando la influencia de Wittgenstein al mostrar la relevancia de la praxis y el contexto en la consolidación del significado, una perspectiva que sigue alimentando la discusión en la tradición analítica contemporánea.

### Leech
Geoffrey Leech ha dicho que existen esencialmente dos tipos diferentes de significado lingüísticos: el conceptual y el asociativo. Para Leech el significado conceptual de una expresión tiene que ver con la definición misma de las palabras y las características de sus definiciones. El tipo de significado se trata usando la técnica llamada del análisis de la característica semántica. El significado conceptual de una expresión inevitablemente involucra tanto a la definición (también llamada “connotación” e “intención”) como a la extensión (también llamada “denotación”).
El significado asociativo de una expresión tiene que ver con lo que el individuo entiende mentalmente del que habla. Este significado asociativo, puede ser subdividido en seis tipos: connotativos, conlocativo, social, afectivo, reflexivo y temático.

### Richard Montague
Richard Montague revolucionó la filosofía del lenguaje al aplicar métodos formales de la lógica y de la semántica matemática para describir y predecir la estructura del significado en el lenguaje natural. Su enfoque, conocido como “gramática de Montague”, partió de la idea de que no existe una diferencia significativa entre la semántica de los lenguajes formales y la de los lenguajes naturales; ambas, en su visión, podían tratarse con las mismas herramientas lógicas utilizadas en la teoría de modelos. Mediante el uso de la lógica de tipos y de un sistema intensional capaz de capturar distintos modos de predicación y cuantificación, Montague logró formalizar aspectos hasta entonces considerados informales, como el uso de oraciones subordinadas, la referencia a entidades abstractas, la interpretación de cuantificadores y la posibilidad de distintos niveles de intención lingüística, todo ello con la pretensión de ofrecer una descripción precisa y rigurosa de la interacción entre sintaxis y semántica.
Montague se adscribe a una perspectiva veritativo-condicional del significado, anclada en la noción de intensionalidad. Asumiendo que las oraciones remiten a condiciones de verdad en mundos posibles, y que la semántica formal puede aplicarse tanto a lenguajes artificiales como al lenguaje natural, Montague defiende que el significado de una expresión se determina por la función que desempeña en el cálculo lógico y el modo en que ese cálculo asigna valores de verdad en cada situación posible. Su uso de la lógica de tipos y la semántica intensional le permitió analizar fenómenos como el contexto modal y el discurso indirecto, estableciendo un vínculo riguroso entre la estructura sintáctica y las condiciones de verdad de un enunciado, todo ello dentro de una concepción unificada que concibe la interpretación de expresiones naturales y formales como dos variantes de un mismo sistema semántico.
Su obra influyó enormemente en la semántica formal y tendió un puente entre la lógica matemática y la lingüística, al mostrar que las construcciones naturales—como el uso de pronombres, proposiciones subordinadas o expresiones referenciales—podían someterse a una descomposición formal y sistemática. Esta aproximación, en la que convergen herramientas desarrolladas por autores como Alfred Tarski y Rudolph Carnap, no solo allanó el camino para una visión unificada de la relación entre lengua y lógica, sino que también impulsó la investigación sobre la interpretación composicional en modelos teóricos cada vez más complejos. Su huella se refleja en la semántica generativa y en las corrientes analíticas contemporáneas que exploran la intersección de la pragmática, la psicolingüística y la lingüística computacional, demostrando la vigencia del método formal para fundamentar el estudio del significado lingüístico.

### Otros filósofos analíticos
Por influencia de Frege, Russell y Wittgenstein, la filosofía del lenguaje y la teoría del significado son hasta la actualidad temas de gran interés en la filosofía analítica. Entre otras grandes contribuciones a la misma, caben destacar las siguientes.
Rudolf Carnap impulsó la unificación formal del conocimiento y la clarificación conceptual, concibiendo la construcción de lenguajes ideales en los que los términos estuviesen estrictamente definidos y donde la lógica desempeñase un papel central en la estructuración de la ciencia y la filosofía. Su énfasis en la semántica formal, desplegado en obras como Meaning and Necessity, mostró la forma en que el análisis de las intenciones y extensiones podía capturar tanto la referencia como la modalidad, un paso decisivo para el desarrollo de sistemas lógicos que permitían describir y proyectar distintos mundos posibles, y que inspiró a quienes aplicaron estos métodos a la semántica del lenguaje natural.
Alfred Tarski perfeccionó la teoría de la verdad con su definición formal, introduciendo las ideas de satisfacción y referencia que sirvieron como base para la semántica veritativo-condicional, y allanando el camino para interpretaciones composicionales del lenguaje. W. V. O. Quine, con su holismo semántico y su crítica a la supuesta distinción entre enunciados analíticos y sintéticos, reformuló la forma de entender el significado y la dependencia conceptual, liberando el estudio del lenguaje de su aislamiento lógico estricto. Donald Davidson, partiendo de esa herencia, propuso una teoría de la verdad como clave para la comprensión del significado, subrayando la importancia de la interpretación y la acción comunicativa en un marco donde los hablantes tienen que descifrar las intenciones de los demás. Saul Kripke, por su parte, revitalizó la semántica modal y la teoría de la referencia con sus designadores rígidos y su tratamiento de la identidad a través de mundos posibles, destacando la invarianza referencial y mostrando cómo el significado de ciertos términos puede conservarse a pesar de cambios contrafácticos en la realidad. Hilary Putnam introdujo la teoría del externalismo semántico al sostener que las condiciones de verdad no dependen solamente de lo que pasa por la mente de un hablante, sino también de factores externos como la constitución real del entorno, y demostró así la complejidad de la correspondencia entre conceptos internos y objetos del mundo. Estas perspectivas, juntas, constituyen un eje esencial de la filosofía analítica del lenguaje, profundizando en el nexo entre significado, verdad y uso lingüístico, y alimentando la investigación contemporánea que se nutre de aproximaciones lógico-formales, pragmáticas y cognitivas.

## El fonetismo o fonetización
En toda la temática sobre filosofía del lenguaje, especialmente sobre la semántica, la palabra fonetismo no aparece por parte alguna, siendo este un fenómeno trascendental del lenguaje ordinario, un hecho que se produjo en la antigua Sumeria. Consistió en la identificación de los lenguajes escrito y hablado con las ideas representadas: el escrito le da consistencia y facilita el análisis, mientras que el hablado le da dinamismo, lo que facilita su síntesis.
El problema en lo que se refiere a la semántica está en el dinamismo de las palabras, reflejadas en el cambio léxico: una palabra puede tener muchos significados, incluso excluyentes a veces. Doblar un periódico es reducir su superficie a la mitad, mientras que doblar una apuesta es multiplicarla por dos. Solo es un ejemplo. ¿Cómo es posible que nos podamos entender con un lenguaje así? Gracias al conocimiento pragmático y al sentido que solemos tener los hablantes. Sin embargo esto hay que explicarlo de alguna manera. Pensemos en un chiste en que una palabra se dice en un contexto en que significa una cosa y a continuación se ofrece otro contexto en que significa otra que rebota contra la primera, que es lo que provoca la risa. ¿Por qué esto puede ser así? Por algo que hace más de siglo y medio observó un filósofo español hoy completamente olvidado, Jaime Balmes: que nosotros no identificamos el contenido de un término en el momento mismo de oírlo, sino tiempo después. Esto hace que el ser humano pueda ser autónomo en el momento de entender, cosa que no le ocurre a la máquina, que identifica de manera instantánea, lo que la hace automática. Entonces el desajuste temporal entre el momento de oír un término y el de identificar el concepto correspondiente es lo que hace que nos podamos hacer con el dinamismo del lenguaje ordinario. Y claro, esto ha sido posible desde que se produjo el fonetismo, pues el lenguaje hablado introdujo el tiempo, que es en el que se produce el dinamismo y en el que se puede entender cada término con más de un significado.

## Concepciones del lenguaje
Ambas son las concepciones prearistotélicas del lenguaje: naturalismo y convencionalismo. El naturalismo apuesta por la postura de la mimesis, en la que el lenguaje (componentes lingüísticos y ontológicos) ofrece un reflejo fiel de la realidad, y por tanto constituye un método heurístico para alcanzar el conocimiento de la realidad. El convencionalismo niega una conexión directa de tal forma que la utilización de los nombres es por convención social (nomoi construidos por ethoi). Niega pues la capacidad del lenguaje de ofrecer un reflejo fiel de la realidad.
El significado es un concepto fundamental para la filosofía del lenguaje. El concepto es mirado desde un punto de vista netamente filosófico y a veces psicológico. Por lo general, no se estudia lo que palabras individuales u oraciones puedan significar, cosa para la cual existen los diccionarios y enciclopedias. Así entonces, con respecto al significado, han surgido las siguientes preguntas: ¿Cuál es la naturaleza del significado?, ¿qué significa la palabra "significado"?, ¿cuál es la razón por la cual las expresiones tienen los significados que tienen y no otro?, ¿qué expresiones tienen el mismo significado que otras? y ¿Por qué?. ¿Cómo es posible componer las oraciones en "todo" con sentido?, ¿tienen las partes de una oración sentido? y ¿cómo pueden los significados de las palabras ser conocidos por los seres humanos?
En una temática parecida surge el fenómeno de la verdad y su relación con el significado. Más que estudiar qué oraciones son actualmente verdaderas, esta rama de la filosofía estudia qué tipo de significados pueden ser verdaderos o falsos. Así, entonces, pueden surgir preguntas tales como: ¿Qué significa que una oración sea verdadera?, ¿pueden oraciones sin sentido ser verdaderas o falsas?, ¿pueden ser verdaderas o falsas la oraciones que se refieren a cosas que no existen? y ¿son las oraciones las que son verdaderas o falsas, o es el uso de estas el que determina su valor de verdad?
Con respecto al uso del lenguaje, desde un área de la lingüística llamada pragmática, pueden surgir preguntas tales como: ¿Qué es lo que en realidad hacemos con el lenguaje?, ¿cómo es que lo usamos socialmente?, ¿cómo se relaciona el lenguaje con el mundo? y ¿cuál es el propósito del lenguaje? 
Referente al aprendizaje y creación del lenguaje, ha cabido preguntarse, entre otras cosas: ¿Es posible tener algún tipo de pensamientos sin tener vocabulario?, ¿qué tipos de pensamientos necesitan vocabulario para existir?, ¿cuál es la influencia del lenguaje y el vocabulario en el conocimiento del mundo? y ¿puede alguien pensar sin usar el lenguaje?
Tocando posteriormente el tema del pensamiento y la mente, también se ha preguntado: ¿Cómo se relaciona el lenguaje con la mente del emisor y la del receptor?, ¿cómo se relaciona el lenguaje con el mundo?, ¿cómo construye nuestra realidad el lenguaje? 
La filosofía del lenguaje es parte vital de una filosofía en general, debido a que puede determinar noción de experiencia y la existencia del sujeto, así como también la noción de uno mismo.

## Filósofos del lenguaje
Algunos de los filósofos del lenguaje más importantes son Gottlob Frege, Bertrand Russell, Rudolf Carnap, Ludwig Wittgenstein, Willard Van Orman Quine, Wilhelm von Humboldt, Charles Williams Morris, Gadamer, John Langshaw Austin y Mijaíl Bajtín.
Los filósofos del lenguaje no están muy preocupados con el significado individual de una palabra u oración. El diccionario más cercano o la enciclopedia pueden resolver el problema sobre el significado de las palabras y cómo hablar correctamente un lenguaje al saber cuál es el significado de la mayoría de las oraciones.
Lo que más les interesa a los filósofos es la pregunta: ¿qué significado tiene una expresión que quiere decir alguna cosa? ¿Por qué las expresiones tienen el significado que tienen? ¿Qué expresiones tienen el mismo significado que otras expresiones y por qué? ¿Cómo puede conocerse el significado? Y la pregunta más básica: ¿qué se ‘quiere decir’ cuando usamos el término "significar"?
En la misma línea los filósofos se maravillan sobre las relaciones entre el significado y la verdad. Los filósofos están menos interesados en conocer qué oraciones son realmente verdad, y más en qué tipos de significados pueden ser falsos y cuales verdaderos. Algunos ejemplos sobre las preguntas orientadas a la verdad que los filósofos del lenguaje se preguntan, incluyen: ¿pueden oraciones sin significado ser verdaderas o falsas? ¿Qué ocurre con oraciones sobre cosas que no existen? ¿Son las oraciones las verdaderas o falsas? ¿Es el uso de las oraciones lo que las hace tales?
El lenguaje y la verdad son importantes no solo porque son usados en nuestra vida diaria, sino porque el lenguaje forma el desarrollo humano desde la primera infancia y continúa hasta la muerte. El conocimiento en sí mismo se entrelaza con el lenguaje. Nociones de sí mismo, la experiencia y la existencia pueden depender enteramente de cómo el lenguaje es usado y es aprendido a través del lenguaje.
El mismo tema del aprendizaje del lenguaje nos lleva a preguntas interesantes. ¿Es posible tener pensamientos sin tener lenguaje? ¿Qué tipos de pensamiento se necesitan para que el lenguaje ocurra? ¿Cuánto influye el lenguaje en el conocimiento del mundo y como actúa en él? ¿Se puede, de algún modo, razonar sin el uso del lenguaje?
La filosofía del lenguaje es importante por todas las razones arriba mencionadas, y también es importante porque es inseparable de cómo uno piensa y vive. La gente, en general, tiene un conjunto de conceptos vitales, los cuales están conectados con signos y símbolos, incluyendo todas las palabras (símbolos): objetos, amor, bueno, Dios, masculino, femenino, arte, gobierno, etc. Incorporando “significado”, cada uno ha formado una visión del universo y cómo ellas -las palabras- tienen un significado dentro de él.

## Áreas de la filosofía del lenguaje
Es bien conocido que existen diferentes partes del lenguaje. Una frase común está compuesta por sustantivos, verbos, adjetivos y otras palabras con significancia gramatical. La pregunta más importante en esta área, y quizás la pregunta más importante para los pensadores generativistas (formalistas) y estructuralistas, es: «¿de qué modo emerge el significado de la frase, como resultado de cada parte?»
Muchos aspectos del problema de cómo están formadas las frases están dirigidas al área lingüística de la sintaxis. Los filósofos semánticos tienden a enfocarlo en el principio de composicionalidad, para explicar la relación entre el significado de las partes y la frase completa. El principio de composicionalidad dice que una frase puede ser entendida, sobre la base del significado de las partes de la frase (por ejemplo: palabras, morfemas) junto al entendimiento de su estructura (por ejemplo: sintaxis, lógica).

## Las tradiciones de estudio del lenguaje
En la cultura Occidental el estudio del lenguaje ha sido llevado a cabo por tres tradiciones distintas de investigación que pueden ser caracterizadas de manera un tanto simplista como las tradiciones teológica, filosófica y científica. Muy probablemente la más antigua de estas tradiciones sea el estudio teológico y religioso del lenguaje. Tanto la tradición judaica como la cristiana han prestado siempre en sus enseñanzas una atención excepcional a los textos y a sus interpretaciones. En particular a los relatos de la creación del mundo por la palabra divina, la primera actividad de Adán al dar nombre a los animales o al relato de la confusión de las lenguas de Babel han sido fuente permanente de reflexión. “En el principio era Palabra” comprendía el apóstol Juan al comenzar su Evangelio. La conciencia de la limitación del lenguaje humano para hablar de Dios, la necesidad de inculturar en todas las lenguas el mensaje salvífico o el valor pragmático del lenguaje sacramental son elementos esenciales que permiten advertir la importancia asignada al estudio del lenguaje en la tradición cristiana.
El debate filosófico más antiguo sobre la lengua que se ha conservado es el diálogo de Platón (c. 427-347 a. C.) titulado Crátilo. Se trata de una discusión acerca de los orígenes del lenguaje y la naturaleza del significado, en la que Hermógenes sostiene la opinión de que las palabras son convencionales y su relación con las cosas es arbitraria, mientras que Crátilo defiende que “hay un nombre correcto de modo natural para cada una de las cosas: un nombre no es simplemente el que varias personas acuerdan para llamar a una cosa”.
A finales del siglo XVII, John Locke introduce algunos elementos que posteriormente serán desarrollados por la Filosofía analítica dos siglos más tarde. Locke analizó en diversas partes de su Ensayo el papel que desempeñaba el lenguaje en el problema del conocimiento. Según William Alston, la teoría ideacional del lenguaje comienza con Locke; según dicha teoría, el lenguaje sería un instrumento para la comunicación de los pensamientos, es decir, las palabras funcionan como signos externos para comunicar nuestras ideas o pensamientos internos.
Desde finales del siglo XVIII el lenguaje y la diversidad de las lenguas atrajeron la atención de un número de especialistas cada vez mayor. Este enfoque fue conocido primero como “Filología”, centrándose en el estudio del desarrollo histórico del lenguaje.
Los lingüistas han considerado frecuentemente su trabajo como científico y experimental en oposición a las especulaciones de las tradiciones filosófica y teológica. Pero, de forma creciente desde la lingüística se viene abordando en los últimos años el estudio de los fundamentos de la lingüística y la determinación de la naturaleza de las teorías lingüísticas que eran objeto de atención al lenguaje religioso y sus formas típicas de expresión. De este modo, en nuestros días cada vez parece más conveniente la aproximación entre aquellas tres tradiciones de estudio del lenguaje. 
La filosofía del lenguaje actual se ocupa habitualmente de las expresiones lingüísticas, los enunciados y las oraciones, familiares a todos los seres humanos. En ocasiones se estudia el lenguaje matemático o los lenguajes científicos especializados, pero lo normal desde la posguerra europea es que la atención se centre en el lenguaje ordinario. Somos capaces de operar con el lenguaje en los contextos habituales en los que ordinariamente nos encontramos, pero somos (ha descrito Dummett) como soldados en medio de una batalla, que vemos lo suficiente para poder desempeñar el papel que se nos ha asignado, pero al mismo tiempo estamos totalmente a oscuras acerca de lo que está pasando a escala general.
Gottlob Frege, un lógico, hizo varias contribuciones a la filosofía de influencia de la lengua. Las investigaciones sobre cómo el lenguaje interactúa con el mundo son llamados las teorías de referencia. Gottlob Frege, era un defensor de la teoría de referencia mediada. Frege ha dividido el contenido semántico de cada expresión, incluidas las condenas, en dos componentes: Sinn (generalmente traducido como "sentido") y Bedeutung (traducido como "significado", "denotación", "nominatum" y "de referencia", entre otros). El sentido de una oración es el pensamiento que expresa. Tal pensamiento es abstracto, universal y objetivo. El sentido de cualquier sub-expresión proposicional consiste en su contribución a la idea de que su sentencia es incrustación expresa. Los referentes son los objetos en el mundo que las palabras eligen. Por lo tanto, los referentes de "la estrella de la tarde" y "la estrella de la mañana" son los mismos, el planeta Venus. Pero son dos modos diferentes de presentar el mismo objeto y por lo tanto tienen dos sentidos diferentes. Los sentidos de las sentencias son pensamientos, mientras que sus referentes son los valores de verdad (verdadero o falso).
John Stuart Mill propone un análisis diferente de la relación entre el significado y referencia. Para él, aunque hay dos elementos a considerar para la mayoría de los términos de una lengua (connotación y denotación), nombres propios, como Bill Clinton, Bismarck o John Hodgman solo tienen una denotación. Por lo tanto, la visión de Mill es lo que ahora se llama teoría de referencia directa.
Bertrand Russell, en sus escritos posteriores, y por razones relacionadas con su conocimiento de la teoría epistemológica, sostuvo que las expresiones referenciales son solo directamente, lo que él llama, "lógicamente los nombres propios". Lógicamente, los nombres propios términos tales como I, ahora, aquí y otros deícticos. Consideraba que los nombres propios del tipo descrito anteriormente como "abreviado descripciones definidas". Por lo tanto Barack H. Obama puede ser una abreviatura de "el actual Presidente de los Estados Unidos y el marido de Michelle Obama". Descripciones definidas son expresiones que denotan (véase El Designando), que son analizados por Russell en construcciones lógicas existencialmente cuantificados. Estas frases denotan en el sentido de que hay un objeto que satisface la descripción. Sin embargo, estos objetos no se consideran significativos por sí mismos, pero solo tienen sentido en el proposición expresadas por las oraciones de los que forman parte. Por lo tanto, no son directamente referencial de la misma manera como los nombres lógicamente propios, para Russell.
A causa de Frege, cualquier expresión que hace referencia tiene un sentido, así como un referente. Ese punto de vista de la "referencia mediada" tiene algunas ventajas teóricas sobre la visión de Mill. Por ejemplo, los nombres co-referencial, como Samuel Clemens y Mark Twain, Causan problemas para obtener una vista directa de referencia, porque es posible que alguien escuche "Mark Twain es Samuel Clemens", y se sorprenderá - por lo tanto, su contenido cognitivo parece diferente. Puntos de vista de Mill también en problemas al tratar con nombres sin porteadores. La frase "Pegaso es el caballo alado de la mitología griega" parece ser perfectamente útil, ni siquiera cierto, sentencia. Pero, según la opinión de Mill, "Pegasus" no tiene sentido porque no tiene referente. Por lo tanto, siguiendo el principio de composicionalidad, la frase en sí no es ni verdadera ni falsa y no tiene sentido. Varias otras dificultades también se han observado en la literatura.
A pesar de las diferencias entre las opiniones de Frege y Russell, por lo general se agrupan como descriptivistas acerca de los nombres propios. Tal descriptivismo fue criticado en El nombrar y la necesidad, de Saul Kripke.
Kripke poner adelante lo que ha llegado a ser conocido como "el argumento modal" (argumento o "de la rigidez"). Considere el nombre Aristóteles y las descripciones de "el mayor discípulo de Platón", "el fundador de la lógica" y "el maestro de Alejandro". Aristóteles obviamente, cumple todas las descripciones (y muchos otros que comúnmente se asocian con él), pero no es necesariamente cierto que si existía entonces Aristóteles, Aristóteles fue cualquiera, o todas, de estas descripciones. Aristóteles bien puede haber existido sin hacer una sola de las cosas por las que se le conoce a la posteridad. Es posible que haya existido y no han llegado a conocer a la posteridad en absoluto o que pueden haber muerto en la infancia. Supongamos que Aristóteles se asocia por María con la descripción "el último gran filósofo de la antigüedad" y (el real) de Aristóteles murió en la infancia. A continuación la descripción de María, parece hacer referencia a Platón. Pero esto es profundamente contradictorio. Por lo tanto, los nombres son designadores rígidos, de acuerdo con Kripke. Es decir, se refieren a la misma persona en todos los mundos posibles en los que esa persona existe. En la misma obra, Kripke ha articulado otros argumentos en contra del descriptivismo de "Frege-Russell".

## Relativismo lingüístico

### Lenguaje y cultura
Entre lenguaje y cultura se da una relación de intercambio recíproco. Por una parte el lenguaje es un producto cultural, que refleja en parte una cultura, pero, por otra parte, el lenguaje es condición de la cultura y contribuye a crearla. El lenguaje es una forma de cultura, quizá la más universal de todas y, de todos modos, la primera que distingue inmediata y netamente al ser humano de los demás seres.
La conexión entre lenguaje y cultura fue acentuada especialmente en el ámbito del idealismo alemán. El lenguaje, a juicio de Hegel, es la “actualidad de la cultura”. Humboldt y, posteriormente Karl Vossler subrayaron que la actividad lingüística representa un objetivarse del sujeto que, al actuar, da forma por sí mismo a un cosmos, y después de haber actuado, contempla su producto como algo distinto de sí mismo, listo para moldearse en nuevos actos expresivos. El lenguaje es considerado como una creación, arte realizado por un espíritu libre.
El lenguaje es manifestación de una cultura, pues cada lengua contiene los saberes, ideas y creencias acerca de la realidad que comparte una comunidad. El lenguaje es la primera forma de la que el ser humano dispone para fijar y objetivar el conocimiento de sí mismo y del mundo. A través de la palabra, que da un nombre a las cosas y a los objetos, el mundo adquiere la fisonomía de un mundo humano y familiar.
En cuanto constituye un saber transmisible, el lenguaje es un hecho cultural. En el léxico de una lengua se reflejan dichos y expresiones, que reflejan la cultura de las generaciones anteriores. Dentro de la lingüística estricta Sapir y Whorf formularon la llamada, hipótesis de Sapir-Whorf que afirmaba que el propio pensamiento podría verse afectado por las categorías abstractas reflejadas en la lengua del hablante. Tras décadas de discusión, esta noción es rechazada por la mayor parte de lingüistas e investigadores en ciencia cognitiva.

### Humboldt y el relativismo
La Idea de la relatividad lingüística no era una idea original en los tiempos de Von Humboldt. Podía encontrarse implícita en muchas teorías sobre el lenguaje. Desde John Locke que ya mantenía la tesis de la intraducibilidad de las lenguas y había sido más o menos expresada por diversos autores franceses (Condillac, Destutt de Tracy, Maupertuis, de Gernado) a lo largo del siglo XVIII. Pero solo en Von Humboldt adquiere la tesis de la relatividad lingüística la función de núcleo central de toda una teoría sobre el lenguaje y sobre el ser humano. Solo a partir de su obra el relativismo se convierte en un tema recurrente.
Una característica central de la filosofía lingüística de Von Humboldt es su consideración del lenguaje en conexión con los procesos psicológicos de percepción y conceptualización. Humboldt pensaba que el lenguaje desempeña un papel constitutivo en los procesos de pensamiento y tanto individual como colectivamente. Esta dimensión psicológica era considerada previa a la dimensión social.
El lenguaje es concebido como instrumento del pensamiento más que como sistema de comunicación. Primero como herramienta cognitiva, y luego, como sistema de transmisión de información. Antes de que el lenguaje descomponga el pensamiento solo existe un flujo de sensaciones indiferenciadas, en las que se mezclan percepciones puras, sentimientos, deseos, etc. Se trata del pensamiento pre-articulado, indeterminado, que Humboldt contrapone al pensamiento conceptualmente organizado.
El lenguaje es el instrumento que permite al individuo el salto cualitativo desde el pensamiento pre-articulado al pensamiento conceptualmente organizado. Cuando se dice que Humboldt mantenía que el lenguaje era condición del pensamiento se refiere al pensamiento articulado. "El principio que domina la totalidad del lenguaje es la articulación; su cualidad más importante es la disposición fácil y consistente, pero que presupone los elementos simples y en sí mismos inseparables. La esencia del lenguaje consiste en moldear el material del mundo fenoménico para darle la forma de pensamiento". (W. Humboldt).

## El origen del lenguaje
Un problema objeto de numerosa especulación filosófica fue el del origen del lenguaje. Es decir, el problema de cuándo surgió, a partir de qué surgió y cómo evolucionó en sus primeras fases. Relacionado con ese problema está el si el lenguaje humano se originó en un pequeño grupo de individuos o se desarrolló de manera independiente en diversos grupos humanos (ver Monogénesis y poligénesis lingüística).

### Innatismo
El problema del innatismo es si los seres humanos nacen con una capacidad innata y específica para adquirir y desarrollar una lengua natural si reciben los estímulos adecuados, o si por el contrario es válida a hipótesis de la tabula rasa según la cual el cerebro al nacer no tiene estructuras específicas para adquirir una lengua humana y, por tanto, la adquisición del lenguaje depende de habilidades cognitivas generales no específicas del lenguaje. En general dentro del generativismo lingüístico, con Noam Chomsky a la cabeza, se han defendido tradicionalmente diversas posiciones de tipo innatista, aunque algunos investigadores como el psicólogo Michael Tomasello han presentado objeciones contra algunas de estas ideas.

## Historia

### Edad Antigua
Las preguntas sobre el lenguaje nos llevan atrás a los comienzos de la filosofía occidental con Platón, Aristóteles, y los Estoicos. 
En el Crátilo, Platón considera si la pregunta de nombrar las cosas está determinada por convenciones o por la naturaleza. Él criticaba los convencionalismos porque lo dirigían a extrañas consecuencias, ya que ninguna cosa puede ser nombrada convencionalmente por ningún nombre. Así que el convencionalismo no debe tomarse en cuenta para la correcta o incorrecta aplicación de los nombres. Platón afirmaba que era una propiedad natural de los nombres. Para hacer eso, apuntaba a que las palabras compuestas y las frases tienen un rango de propiedad. Por ejemplo, es obviamente erróneo decir que el término “casa del lago” está bien, cuando se refiere a decir un gato, porque los gatos no tienen nada que hacer en una casa o en botes. También mencionaba que los nombres primitivos (o morfemas) tienen una natural propiedad, porque cada fonema representa ideas básicas o sentimientos. Por ejemplo, el sonido de la letra L, para Platón representa la idea de suavidad. Sin embargo, al final de Crátilo tiene que admitir que las convenciones sociales estaban involucradas y que había defectos en la idea de que los fonemas tenían significado individual.
Aristóteles se ocupaba de temas de lógica, categorías y la creación del significado. Él separaba las cosas en categorías de especies y género. Pensaba que el significado del predicado era establecido a través de una abstracción de las similitudes entre varias cosas individuales. Esa teoría posteriormente se llamó nominalismo.
Los filósofos estoicos hicieron una contribución importante al análisis gramatical, distinguiendo cinco partes en el habla: el sujeto, el verbo, el apelativo, las conjunciones, y los artículos. Ellos también desarrollaron una importante doctrina del lektón asociada a cada signo de un lenguaje, pero distinto tanto del signo en sí mismo y del signo como referido a este. Lekton era el significado (o sentido) de cada término. El Lekton de una oración es lo que hoy podríamos llamar proposición. Solo las proposiciones se las consideraban “productoras de verdades” (por ej. podrían ser consideradas verdaderas o falsas, mientras que las oraciones eran simplemente los vehículos de expresión). Diferente Lekton podría también expresar cosas además de proposiciones, como órdenes, preguntas y exclamaciones.

### Edad Media
Esta época viene marcada por la obra de San Agustín y por la traducción del De interpretatione por parte de Boecio. En cuanto a San Agustín, varios aspectos de su teoría del lenguaje merecen ser destacados, bien por su importancia en sí o por su influencia en los escolásticos posteriores. Tiene una filosofía del signo que incluye la definición de este como realidad material que evoca en el entendimiento una realidad ajena (De doctrina cristiana). El signo lingüístico está constituido por una unión intrínseca de sonido y significación (De Magistro). No es concebible un signo sin significado (sonido vacuo). En el significado reside el núcleo del valor o la fuerza (vis) del signo lingüístico, aunque no se identifica con ellas. La fuerza del signo es una noción más amplia que incluye tanto la significación como las diferentes formas en que tal significación afecta a una audiencia (principia dialectae). La impresión que produce la teoría de signo de San Agustín es la que propugna una conexión directa entre el signo y la cosa significativa.
Saber el significado de una palabra es saber indicar la realidad que invoca en el espíritu. Pero hay que tener en cuenta que distingue entre dos planos en los cuales se puede considerar al signo: uno, el plano exterior, en cuanto realidad fónica (vox verbi); otro en cuanto realidad interior, auténtico signo. Las palabras pertenecientes a este lenguaje interior son comunes a todas las lenguas e independientes de su traducción verbal a una lengua concreta. En realidad, la relación que guardan entre sí los dos niveles del lenguaje es una relación semiótica: las palabras exteriores son signos de las palabras interiores.
El conocimiento de las obras de Aristóteles en el siglo XIII animó las reflexiones lingüísticas de los filósofos medievales. Impulsó las investigaciones sobre las propiedades terminorum y los sincategoremata, esto es sobre la naturaleza semántica de los términos y sobre la función y significado de las características lingüísticas (William de Shyreswood, Pedro Hispano, Guillermo de Ockham). Estos autores distinguieron dos propiedades fundamentales en los términos: la significatio y la supossitio.
La significatio es una propiedad esencial de los términos categoremáticos. Consiste en la capacidad que tiene el término para presentar el entendimiento una cosa bajo el aspecto formal. Puede ser mediata (o a través de la imagen mental) o inmediata (representando propiedades reales de lo significado). La suppositio puede ser considerada una noción tanto sintáctica como semántica.
Mientras que en el siglo XIII la filosofía del lenguaje que sustentaba las nociones gramaticales era fundamentalmente realista (el Modus essendi de las cosas determina el Modus intelligendi y este el Modus significando), aristotélica, en el siglo XIV el nominalismo de Guillermo de Ockham introdujo un nuevo sesgo en las investigaciones lógico-semánticas. (Los conceptos son ejemplificados o instanciados por los individuos, pero no constituirán realidades aparte de estos individuos).
Los filósofos medievales estaban francamente interesados en las sutilezas del lenguaje y en su uso. Para muchos intelectuales, ese interés era provocado por la necesidad de traducir los textos griegos al latín. Había varios notables filósofos del lenguaje en el periodo medieval. De acuerdo con Peter King, había controversias y disputas, Pierre Abelard anticipaba las ideas modernas de sentido y referencia mientras debatía la cuestión de los universales. También la Summa Logicae de Guillermo de Ockham llevó adelante una de las primeras propuestas serias en la codificación del lenguaje mental.
Los académicos del periodo medieval como Ockham y John Duns Scot, consideraban lógico hacer una Scientia Sermocinalis (ciencia del lenguaje). El resultado de sus estudios fue la elaboración de nociones filosófico-lingüísticas, cuya complejidad y sutilidad ha sido solo recientemente apreciada. 
Muchos de los más interesantes problemas de la filosofía del lenguaje moderno fueron anticipados por los pensadores medievales. El fonema de vaguedad y la ambigüedad fueron analizados intensamente y lleva a un aumento del interés en los problemas relacionados al uso de palabras.
De todos modos, los filósofos han siempre discutido sobre el lenguaje, y tomaron un papel central en la filosofía en los comienzos del siglo diecinueve, especialmente en el mundo de habla inglesa y en partes de Europa. La filosofía del lenguaje penetró tanto que por un tiempo, en círculos filosóficos analíticos, la filosofía en un todo era considerada una cuestión de filosofía del lenguaje.
En el siglo veinte, el lenguaje se transformó en algo aún más central, dentro del las mayoría de la diversas tradiciones de la filosofía. La frase “el vuelco lingüístico”, fue usada para describir el valioso énfasis que en días modernos los filósofos le dieron al lenguaje.

### Filosofía continental
En el seno de la filosofía continental la filosofía del lenguaje no es estudiada, como sí sucede dentro de la filosofía analítica, como una disciplina independiente. Sin embargo, las reflexiones en torno al lenguaje son fundamentales en multitud de ramas filosóficas tradicionalmente etiquetadas como pertenecientes a la filosofía continental, por ejemplo, la semiótica, la fenomenología, la ontología, el heideggerianismo, la hermenéutica, la deconstrucción, el estructuralismo, el existencialismo o la teoría crítica de la Escuela de Fráncfort. En casi todas estas disciplinas la idea de lenguaje es remitida al concepto de logos desarrollado en la filosofía griega antigua entendida como discurso o dialéctica. El lenguaje y los conceptos son observados como formando parte de la historia cultural. Los ancestros denominan al lenguaje como parte fundamental de una vida larga y provechosa. Hoy en día seguimos teniendo esa misma concepción.
En el campo de la hermenéutica, es decir, la teoría de la interpretación en general, las reflexiones en torno al lenguaje han jugado un papel fundamental en el seno de la filosofía continental a lo largo de todo el siglo XX, en particular dentro de la línea de reflexión iniciada por Martin Heidegger con su propuesta de giro ontológico de la comprensión. Martin Heidegger combinó la fenomenología desarrollada por su maestro Edmund Husserl, la hermenéutica de Wilhelm Dilthey y gran cantidad de conceptos heredados de la filosofía de Aristóteles para desarrollar su concepción particular del lenguaje. Heidegger consideraba que el lenguaje actualmente está cosificado por el sobreuso de los conceptos más fundamentales y, por ello, estos conceptos ya no son aptos para emprender el estudio en profundidad del Ser. Por ejemplo, la propia palabra ser se ha cargado con multitud de acepciones que la hacen inadecuada para la expresión. Es por ello que Heidegger se vale de la ductilidad de su idioma materno, en el que escribió todas sus obras, el alemán para crear nuevas palabras que no estuvieran cosificadas por su uso que fueron empleadas en el desarrollo de su filosofía. En este trabajo de reinvención lingüística Heidegger renunció a conceptos fundamentales de la tradición filosóficas como, por ejemplo, conciencia, ego, humanidad, naturaleza. Dentro de los conceptos más importantes generados por Heidegger se encuentran el de Ser-en-el-mundo In-der-Welt-Sein, Seyn o Exsistencia (conforme con las traducciones habituales). En su célebre obra El ser y el tiempo (Sein und Zeit, también traducida como Ser y tiempo, prescindiendo de los artículos) Heidegger construye sus filosofía del lenguaje en torno al concepto fundante de Ser-en-el-mundo, tal filosofía se centra en el habla, esto es, en el empleo que se realiza del lenguaje de forma cotidiana. Heidegger considera que la escritura no es más que un suplemento del habla (en esto sigue la consideración platónica contenida en el Fedro), esto se debe a que el lector construye su propio habla interna mientras lee. La característica fundamental del lenguaje es que este es anterior al habla, cuando somos arrojados al mundo el lenguaje ya está ahí, con sus significados culturalmente establecidos. Debido a este suceso Heidegger puede hablar de una cierta precomprensión del mundo contenida, a priori, en el lenguaje. Sin embargo, esta precomprensión solo emerge una vez se ha nombrado la cosa o articulado su inteligibilidad.
El filósofo alemán, y discípulo de Martin Heidegger, Hans Georg Gadamer popularizó estas ideas en su obra Verdad y método (Wahrheit und Methode, 1960) en la que proponía una ontología hermenéutica completa. En esta obra Gadamer considera que el lenguaje es "la esencia del ser humano" y que como tal es el medio a través del cual es posible que la comprensión tenga lugar en el ser humano, es más, todo lo que puede ser comprendido es lenguaje. Para Gadamer el mundo es constituido lingüísticamente y no puede existir nada más allá del lenguaje.
En otro sentido, el filósofo Paul Ricoeur propone una hermenéutica que enfatiza el descubrimiento de los significados ocultos en los términos equívocos que se emplean en el lenguaje ordinario. Otros filósofos que han trabajado, dentro de la filosofía continental, cuestiones relativas al lenguaje con gran ahínco y profundidad son: Jacques Derrida, Gilles Deleuze, Michel Foucault, Julia Kristeva, Walter Benjamin, Theodor Adorno o Herbert Marcuse.